# Nativité de la Vierge (Sano di Pietro)
La Nativité de la Vierge est le panneau central d'un tableau polyptyque de Sano di Pietro conservé au musée d'art sacré d'Asciano dans la province de Sienne (Toscane, Italie). Peinture à la détrempe sur bois (220x162 cm, panneau central 68,8 cm de large, panneau de gauche 44 cm et panneau de droite 43 cm), elle est datable d'environ 1438-1439.

## Histoire
D'abord attribué au Maître de  l'Observance, ce retable polyptyque des épisodes de la Vie de la Vierge fut, à l'époque contemporaine, de plus en plus souvent attribué à Sano di Pietro dans sa jeunesse jusqu'à ce qu'un document, découvert en 2010, finalement documente le paiement de cette œuvre à celui-ci, dissipant les doutes sur l'identification du maître anonyme.

## Iconographie
L'œuvre s'inspire d'un sujet similaire de Pietro Lorenzetti daté entre 1335 et 1342, où la nativité se déroule également dans une pièce qui se développe dans les trois panneaux d'un triptyque, avec les colonnes et les arcs du cadre camouflés par l'espace peint.
La Vierge Marie fait l'objet de représentation dans l'épisode de sa naissance décrite dans les textes du Protévangile de Jacques en symétrie directe avec la nativité de son fils Jésus décrite, elle, dans les Évangiles de l'enfance de Matthieu et Luc.

## Description
Le panneau central affiche la  « Nativité  de la Vierge » avec, dans l'antichambre à gauche, Joachim recevant la nouvelle apporté par un jeune serviteur ; dans la partie centrale, la partie gauche de la chambre montre le nouveau-né emmailloté après son bain, porté par une servante assise sur le sol ; une autre, à côté, sèche un linge près de la cheminée, une troisième arrive par la porte du fond portant des plats : du poulet et une sorte de bouillon. La partie à droite montre Anne, sur son lit d'accouchée typiquement médiéval avec des coffres sur le côté, qui se repose en position semisdraiata. Une femme de chambre, qui retire le rideau autour du lit, lui a apporté de l'eau dans une bassine pour se laver les mains. Une femme richement habillée se tient assise sur l'extrémité du cassone, peut-être une demoiselle d'honneur qui a rendu visite à Anne, et qui regarde l'enfant, faisant un geste calme de la main comme pour défaire sa précieuse cape damassée.
Dans le panneau de gauche, Joachim et un autre homme sont assis calmement avec un enfant devant eux. À l'arrière-plan, au-dessus d'Anne, une fenêtre à vitrail laisse deviner une cour avec un puits, un arbre et deux parterres de fleurs. Une légère note surnaturelle est donnée par le petit ange qui vole, dans le panneau central, pour couronner la jeune Marie.
Ce panneau propre de la Nativité est surmonté de plusieurs scènes composant l'ensemble polyptyque :
- Au centre un grand panneau avec la Vierge à l'Enfant entouré d'anges portant au-dessus de sa tête la couronne
- À gauche dans un petit panneau latéral : La Mort de la Vierge
- À droite dans un petit panneau latéral symétrique du précédent : le cortège suivant son cercueil porté  par les apôtres.

## Analyse
Les polyptyques  utilisaient habituellement  une séparation des lieux dans leurs éléments séparés par des colonnes : Sano di Pietro reprend la transformation stylistique de la continuité spatiale d'un panneau l'autre (antichambre, puis chambre en deux scènes séparées par une simple colonne de l'architecture simulée). 
La forme architectonique, toujours présente par son encadrement à ouvertures lobées, est elle-même le support d'appui de la représentation perspective (voûtes peintes en prolongement de la forme arrondie des ouvertures, pilastres interprétés en colonnes de soutien de ces mêmes voûtes d'arêtes du volume creusé) comme l'avait fait avant lui Pietro Lorenzetti dans sa Nativité de la Vierge. Le cadre sculpté du retable correspond à la découpe de l'architecture peinte pour donner une présence plus forte à l'intérieur représenté.
On assiste là à la continuation de la transition giottesque depuis la tradition gothique-byzantine alors que cette dernière  perdure toujours dans l'école siennoise avec son archaïsme.
La peinture parvient à obtenir un équilibre délicat entre réalité et fantaisie de conte de fées, où l'œil du spectateur se perd dans l'espace soigneusement construit (perspective intuitive dans les carreaux du sol), se déplaçant parmi les nombreux détails de la vie quotidienne, la dynamique psychologique des personnages et de la richesse décorative du monde courtois. Les couleurs sont douces et dans des nuances qui s'harmonisent les unes avec les autres, la lumière est très claire, les ombres réduites au minimum.
Les lignes de fuite ne convergent plus vers le lit de sainte Anne, comme chez Pietro Lorenzetti, mais, approximativement vers une porte par laquelle « va entrer » une servante : le parcours de l'espace est mis en valeur, en même temps que l'observation de détails intimes comme la serviette réchauffée devant la cheminée. Dans la profondeur, le fond d'or « écrase » l'espace et la jeune servante avec la nourriture porte une robe en brocart d'or dont la richesse pourrait évoquer une présence mystique, tout comme les voûtes étoilées de l'architecture. Sienne se livre alors aux recherches modernes sans renoncer à ses conceptions spirituelles.